# Mary Scott Lord Dimmick
Mary Scott Lord Dimmick (Honesdale, 30 aprile 1858 – New York, 5 gennaio 1948) fu la seconda moglie di Benjamin Harrison, il 23º Presidente degli Stati Uniti.
Di 25 anni più giovane di Harrison, e nipote della prima moglie, il suo nome da nubile era Mary Scott Lord, ed era figlia di Russell Farnham Lord, ingegnere capo presso la Delaware and Hudson Canal (una società che sarebbe successivamente diventata la più celebre Delaware and Hudson Railway, e di sua moglie, Elizabeth Mayhew Scott. 

Il 22 ottobre 1881 sposò in prime nozze Walter Erskine Dimmick, figlio del procuratore generale della Pennsylvania e fratello del futuro sindaco di Scranton J. Benjamin Dimmick.